# Karl Čermak
Karl Čermak, též Karl Cermak (26. května 1881 Vídeň – 31. října 1924 Praha), byl československý politik německé národnosti a poslanec Národního shromáždění republiky Československé za Německou sociálně demokratickou stranu dělnickou v ČSR.

## Biografie
Pocházel z Vídně, z dělnické rodiny. Jeho otec byl obuvníkem. Jako mladík se zapojil do dělnického tisku. Počátkem 20. století se přestěhoval na Teplicko, kde byl redaktorem v listu Freiheit. Už před první světovou válkou byl významným funkcionářem rakouské sociální demokracie v Čechách. Od roku 1905 byl členem jejího zemského vedení. Od roku 1911 byl tajemníkem zemské organizace této strany v Čechách. Po vzniku ČSR se stal generálním tajemníkem strany. V roce 1919 působil jako generální tajemník strany v provincii Deutschböhmen.
V parlamentních volbách v roce 1920 získal mandát v Národním shromáždění. Podle údajů k roku 1920 byl profesí redaktorem v Teplicích-Šanově. Působil jako náměstek předsedy klubu poslanců německé strany sociálně demokratické a tajemník a náměstek předsedy výboru této strany.
Zemřel v noci na 31. října 1924. Po jeho smrti získal jeho poslanecké křeslo jako náhradník Rudolf Schiller.